# Grand Mound (Iowa)
Grand Mound es una ciudad ubicada en el condado de Clinton en el estado estadounidense de Iowa. En el Censo de 2010 tenía una población de 642 habitantes y una densidad poblacional de 136,27 personas por km².

## Geografía
Grand Mound se encuentra ubicada en las coordenadas 41°49′24″N 90°39′1″O / 41.82333, -90.65028. Según la Oficina del Censo de los Estados Unidos, Grand Mound tiene una superficie total de 4.71 km², de la cual 4.71 km² corresponden a tierra firme y (0%) 0 km² es agua.

## Demografía
Según el censo de 2010, había 642 personas residiendo en Grand Mound. La densidad de población era de 136,27 hab./km². De los 642 habitantes, Grand Mound estaba compuesto por el 98.91% blancos, el 0% eran afroamericanos, el 0% eran amerindios, el 0.31% eran asiáticos, el 0% eran isleños del Pacífico, el 0% eran de otras razas y el 0.78% pertenecían a dos o más razas. Del total de la población el 1.71% eran hispanos o latinos de cualquier raza.